# アスター (ミサイル)

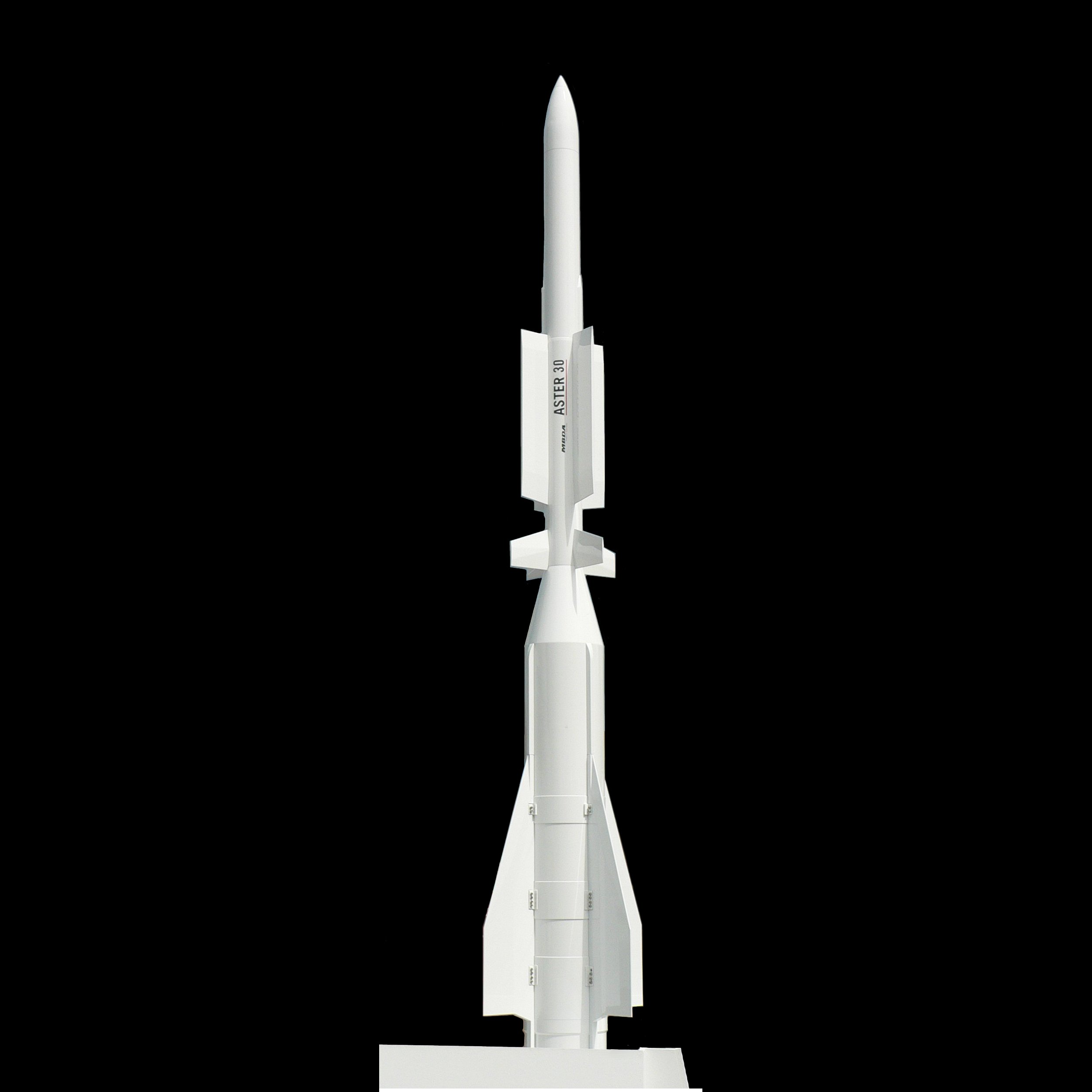
アスター30

アスター（ASTER）は、ユーロサム（現在はMBDA）によって開発された対空ミサイル。比較的射程が短いかわりに機動性が高いアスター15と、広域防空を担うアスター30とがある。

## 来歴
フランス政府は、1980/81年度で、ヨーロッパ各国による対空ミサイルの共同開発に関する提案依頼書 (RFP) を提示した。これに応じてアエロスパシアル社が提案したのが本ミサイルであり、1986年に、マトラ社のSAMATを下して選定された。1987年6月17日からは、フランスのCEL射場において試射が開始された。
1988年10月には、本ミサイルの共同開発についてフランスとイタリアの国防大臣が合意し、1989年12月にはイギリス海軍も次期防空システムとして本ミサイルを選定した。1995年8月には、アスター30による誘導飛行（シーカーではなくアップリンク指令）が開始された。1997年12月には、標的への実射試験を成功させた。

## 設計
本ミサイルは、ダートと呼ばれるミサイル本体を共通化しつつ、装着する固体ロケットブースターの大小によってファミリー化して開発された。艦対空ミサイルとして搭載される場合は、垂直発射式のシルヴァーが用いられる。
ミサイルの誘導方式としては、中間航程では慣性航法と艦上多機能レーダーからのアップリンクによる指令誘導、終末航程ではアクティブ・レーダー・ホーミング（ARH）誘導方式が採用されている。また終末航程での飛翔制御方式としては、従来の空力制御（Pilotage Aérodynamique Fort, PAF）に加えて、機体重心付近のサイドスラスターによる制御（Pilotage In Force, PIF）も併用されており、高旋回性の目標に対しても優れた追従性を発揮できる。
2018年現在では、下記の2種類が運用されている。
アスター15
短距離版として、個艦防空ミサイル・システムであるSAAM（Système Anti-Air Missile）で用いられる。
アスター30
中距離版として、艦隊防空ミサイル・システムであるSAMP/N（Système sol-air moyenne-portée naval; 後にPAAMSに発展）および地対空ミサイル・システムであるSAMP/T（Système sol-air moyenne-portée terrestre）で用いられる。
また、長射程版のアスター45と、弾道弾迎撃ミサイルとしてのアスター60も検討されたものの、これらは実現していない。ただし弾道弾迎撃ミサイルについては、アスター30を発展させたアスター30ブロック1NTとして実現した。また全面的に改設計して、運動エネルギー弾に二段式ブースターを組み合わせたアスター30ブロックIIの開発も進められている。

## 諸元表
|          | アスター15                                                                         | アスター30                                                                         |
| -------- | ---------------------------------------------------------------------------------- | ---------------------------------------------------------------------------------- |
| 全長     | 4.2m                                                                               | 5.2m                                                                               |
| 直径     | 0.18m                                                                              | 0.18m                                                                              |
| 重量     | 310kg                                                                              | 450kg                                                                              |
| 弾頭     | 調整破片弾頭                                                                       | 調整破片弾頭                                                                       |
| 射程     | 1.7-30 km                                                                          | 3-120 km                                                                           |
| 射高     | 10 km                                                                              | 20 km                                                                              |
| 推進方式 | 2段式固体燃料ロケット                                                              | 2段式固体燃料ロケット                                                              |
| 誘導方式 | 中途航程：慣性航法＋指令誘導 終末航程：アクティブ・レーダー・ホーミング（ARH）誘導 | 中途航程：慣性航法＋指令誘導 終末航程：アクティブ・レーダー・ホーミング（ARH）誘導 |
| 飛翔速度 | マッハ3                                                                            | マッハ4.5                                                                          |

## 採用国
艦載型
 イギリス海軍
- 45型駆逐艦

 イタリア海軍
- 軽空母「カヴール」
- アンドレア・ドーリア級駆逐艦
- カルロ・ベルガミーニ級フリゲート
- パオロ・タオン・ディ・レヴェル級哨戒艦

 フランス海軍
- 原子力空母「シャルル・ド・ゴール」
- フォルバン級駆逐艦
- アキテーヌ級駆逐艦
- アミラル・ロナルク級駆逐艦

 ギリシャ海軍
- キモン級フリゲート（英語版）

 サウジアラビア海軍
- アル・リヤド級フリゲート

 シンガポール海軍
- フォーミダブル級フリゲート - アスター15を搭載している[5]。

 アルジェリア海軍
- 強襲揚陸艦「カラート・ベニ・アッベス」 - アスター15を搭載している[6]。

 モロッコ海軍
- フリゲート「ムハンマド6世」

 エジプト海軍
- フリゲート「ターヒャ・ミスル」
- アッ＝ガララ級フリゲート

 カタール海軍
- アル・ズバラ級フリゲート[7]

地上型（SAMP/T）
- フランス空軍：2024年時点で、40基を保有[8]。
- イタリア陸軍
- シンガポール空軍：2023年時点で、4基以上を保有[9]。
- ウクライナ空軍：ロシア軍の全面侵攻に伴い、フランスとイタリアから緊急供与。